# Dronryp

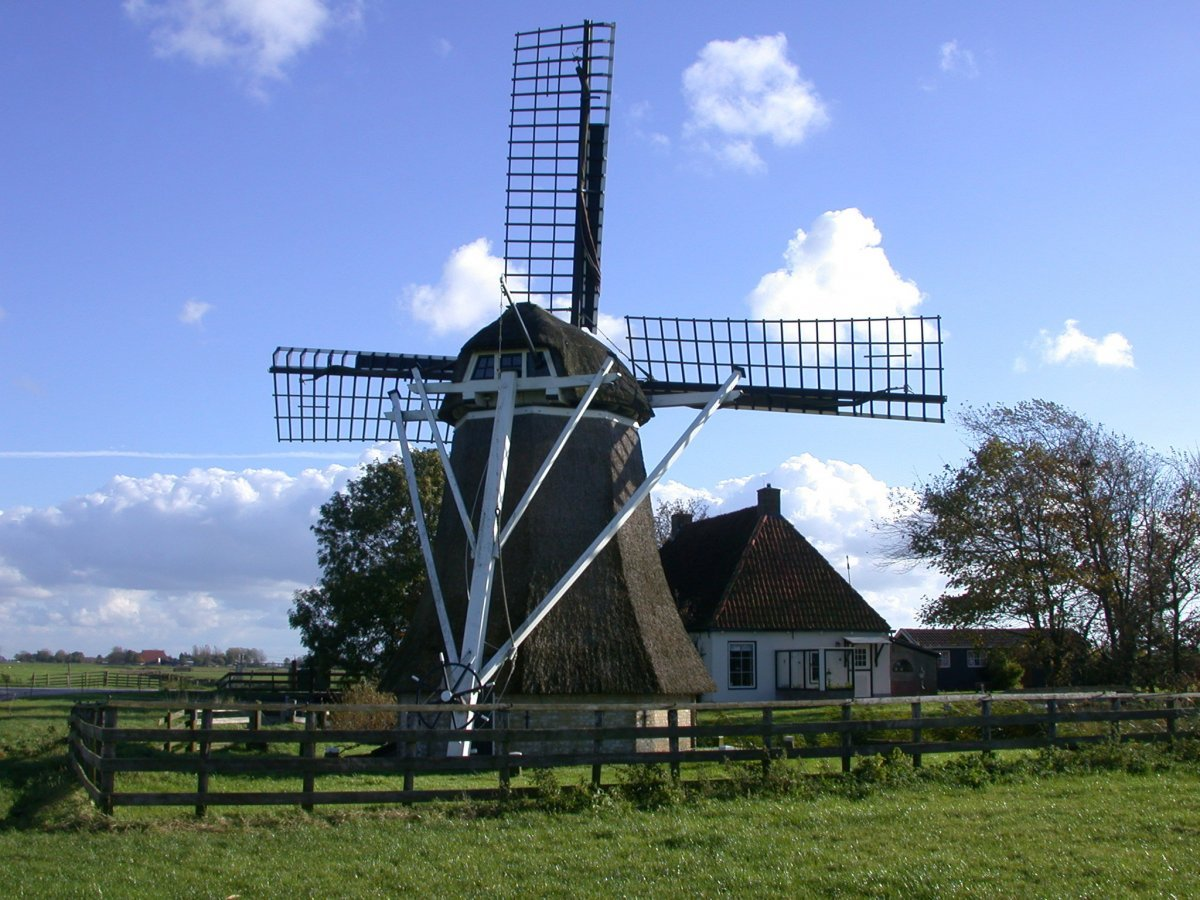
Dronryp/Dronrijp: il mulino Kingmatille

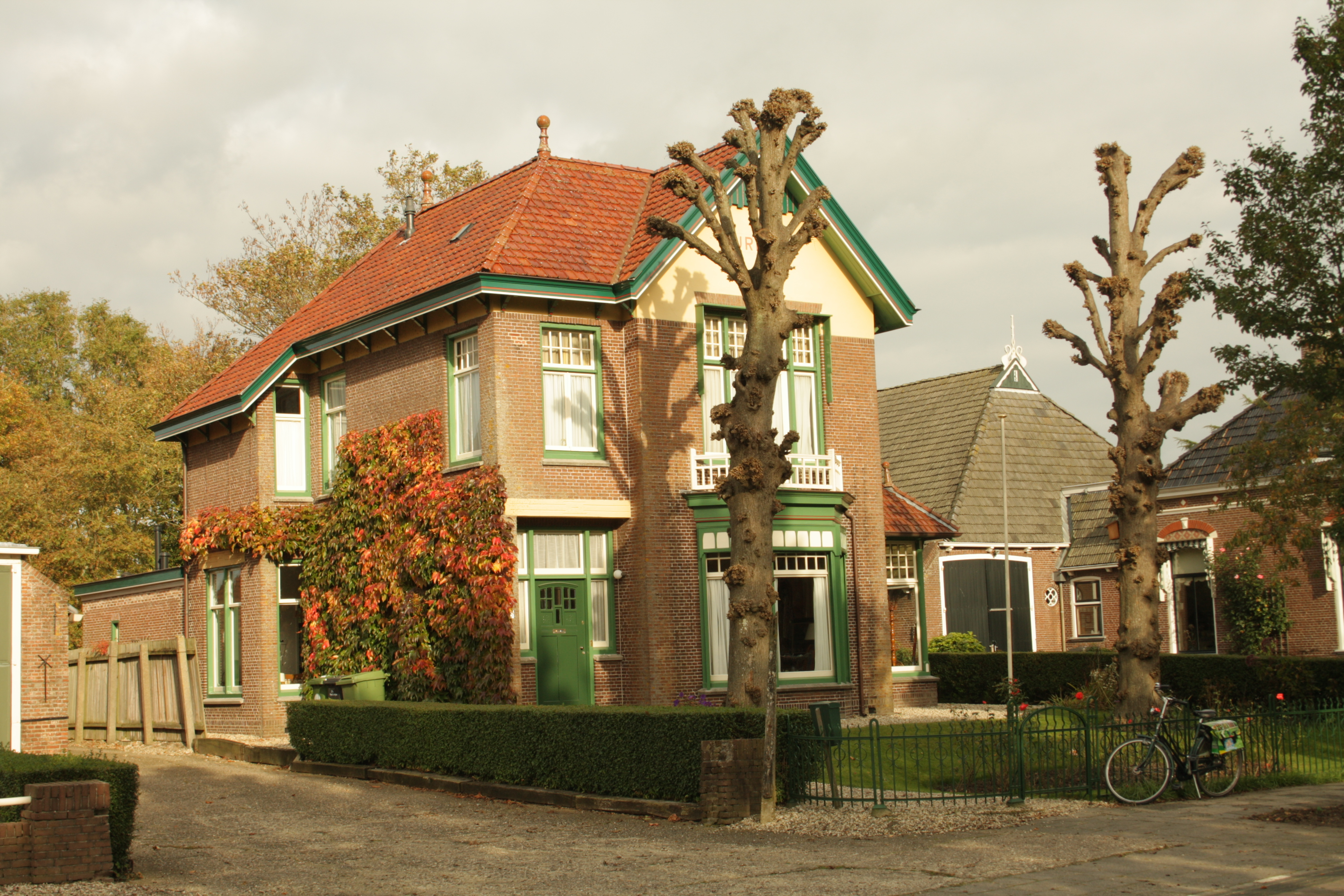
Edificio storico di Dronryp

Dronryp  (in olandese: Dronrijp) è un villaggio di circa 3 200 abitanti del nord-est dei Paesi Bassi, facente parte della provincia della Frisia. Dal punto di vista amministrativo, si tratta di una frazione del comune di Menameradiel/Menameradeel.

## Geografia fisica

### Collocazione
Dronryp/Dronrijp si trova nella parte nord-occidentale della provincia della Frisia, tra Franeker e Leeuwarden (rispettivamente ad est della prima e ad ovest della seconda), a circa 6 km a sud di Menaam/Menaldum.

## Storia
Agli inizi del XVI secolo, il villaggio, che si era sviluppato come comunità agricola sorta attorno ad una chiesa chiamata Tsjerkebuorren, venne a trovarsi lungo la via d'acqua che collegava Leeuwarden con Harlingen.
Questa via fu poi migliorata nel corso del XVII e divenne così un'importante via commerciale.
Nel 1863, il villaggio fu raggiunto dalla ferrovia.

## Monumenti e luoghi d'interesse
Dronryp vanta 41 edifici classificati come rijksmonumenten.

### Chiesa
Tra gli edifici d'interesse di Dronryp, vi è la chiesa costruita in stile romanico nel 1504 e rimodellata in stile tardo gotico nel 1540.

### Mulino De Puollen
Altro edificio d'interesse è il mulino De Puollen (o De Poelen), un mulino a vento risalente al 1850.

### Mulino Kingmatille
Altro mulino a vento di Dronryp è il mulino Kingmatille, costruito nel 1870 e trasferito nel luogo attuale nel 1987.

### Hatsumermolen
Altro mulino a vento di Dronryp è lo Hatsumermolen, costruito nel 1878.
|  |